# Wostok (Der Osten)
Wostok (Der Osten) war ein Verlag und Büchervertrieb in Dresden und Berlin von 1920 bis 1927.

## Geschichte
Anfang 1920 gründete Victor Rubin den Verlag Wostok (Der Osten) in Dresden. Dieser verlegte danach einige Bücher vor allem von jüdischen Autoren und Künstlern. Er wollte aber auch deutsche Literatur in Sowjet-Russland nach den politischen Veränderungen und dem Krieg bekannter machen und hatte nach eigener Aussage die Alleinvertretungsrechte einiger größerer deutscher Verlage dort.
1921 verlegte er den Verlagssitz nach Berlin. Nach 1924 wurde nur noch ein neuerschienenes Buch angezeigt. Von 1927 ist die letzte Nachricht bekannt, danach wurde zumindest die verlegerische Tätigkeit eingestellt. 1936 wurde der Verlag Wostok (Der Osten) noch einmal in einem Verzeichnis von einzuschränkenden bestehenden und ehemaligen jüdischen Verlagen genannt.

## Publikationen (Auswahl)
Im Verlag Wostok (Der Osten) erschienen Kunstbände Belletristik und Sachbücher in deutscher, jiddischer und russischer Sprache. Autoren und Künstler  waren David Bergelson, Schemarja Gorelik, Lasar Segall und andere.
Kunstbände
- Lasar Segall. Katalog der Ausstellung im Folkwang-Museum Düsseldorf, 1920, erster angezeigter Titel

Deutsch
- Briefwechsel von Karl Marx und Friedrich Engels, 1920, zweiter angezeigter Titel
- Schemarja Gorelik: Jüdische Köpfe, 1921

Jiddisch
Die Bücher sind nur in hebräischer Schrift geschrieben, deshalb sind mehrere deutsche Transliterationen möglich.
- Robert Wipper: Lehrbuch von Mittelalter far Schulen und Alleinbildung, aus dem Russischen, 1921
- Robert Wipper: Lehrbuch von neier Zeit far Schulen und Alleinbildung, 1921[3]

- Shemarya Gorelik, Max Weinreich, David Einhorn: Der Onheyb. zamlbukh far liṭeraṭur un ṿisnshafṭ, 1922 Digitalisat
- David Bergelson: Fajwelß geschichtn. Mit Holzschnitten und Lithographien von Lasar Segall, 1923.
- David Bergelsohn: Maaße-Bichl. Erzählungen in jiddischer Sprache. Mit Abbildungen von  Lasar Segall, 1924, Luxus-Ausgabe, möglicherweise identisch mit vorherigem Titel[4]
- Robert Wipper: Lehrbuch der alten Geschichte. Übersetzung nach der 10. russischen Auflage von Zelig Kalmanovitch, 1924.

Russisch
- Sowremennaja niemetzkaja myßl, 1920, über moderne deutsche Weltanschauungen, erstes Buch des Verlages in russischer Sprache
- Heinrich Mann: Sila i tschelowek, übersetzt von Macht und Mensch, 1921
- Eduard Bernstein: Die deutsche Revolution, 1921